# Latijnse Keizerrijk
Het Latijnse Keizerrijk was een staat van 1204 tot 1261 in een gebied dat in de moderne tijd deels Griekenland, deels Bulgarije en deels Turkije beslaat. De staat werd gesticht na de militaire verovering van Constantinopel door een leger van kruisvaarders bijeengebracht op initiatief van  Paus Innocentius III. De verovering was deel van de Vierde Kruistocht.

## Geschiedenis
Nadat de kruisvaarders Constantinopel hadden ingenomen, geplunderd en verwoest, werd de Byzantijnse keizer Alexius V verdreven. In zijn plaats werd Boudewijn van Vlaanderen op 9 mei 1204 door de nieuwe heersers tot keizer van Constantinopel uitgeroepen en op 16 mei in de Hagia Sophia als eerste keizer van het Latijnse Keizerrijk gekroond.
De nieuwe keizer Boudewijn werkte samen met de katholieke paus om een eind te maken aan de onderlinge verdeling tussen de paus en de kerkvorst in Constantinopel, de patriarch, een strijd die bekendstaat als het Groot Schisma. Veel konden ze niet verwezenlijken, want reeds in april van het volgende jaar viel Boudewijn in handen van de Bulgaren.
In 1261 heroverde de keizer van Nicea Constantinopel, waarmee het Latijnse Keizerrijk ten einde kwam. Hierna werd het Byzantijnse Rijk voortgezet.

## Keizers
- Boudewijn I (1204-1205)
- Hendrik (1206-1216)
- Peter (1217)
- Yolande (1217-1219)
- Robert (1221-1228)
- Boudewijn II (1228-1261)

Latijnse Keizerrijk · Keizerrijk Nicea · Keizerrijk Trebizonde · Despotaat Epirus
Vazalstaten zijn niet weergegeven.